# Ocotea rhytidotricha
Ocotea rhytidotricha är en lagerväxtart som beskrevs av J.G. Rohwer. Ocotea rhytidotricha ingår i släktet Ocotea och familjen lagerväxter. Inga underarter finns listade i Catalogue of Life.